# Taraszcza
Taraszcza (ukr. Тараща) – miasto na Ukrainie, w rejonie białocerkiewskim w obwodzie kijowskim. Do 2020 roku siedziba władz rejonu taraszczanskiego.

## Historia
W 1930 roku zaczęto wydawać gazetę.
Podczas okupacji hitlerowskiej, w sierpniu 1941 roku Niemcy utworzyli getto dla żydowskich mieszkańców. Przebywało w nim około 1500 osób. 9 listopada 1941 roku Niemcy zlikwidowali getto, a Żydów zamordowali na cmentarzu prawosławnym. Sprawcami zbrodni był oddział Einsatzkommando 5, dowodzony przez SS-Obersturmführer Junga oraz ukraińska policja. 
Status miasta od 1957 roku.

## Demografia
- 1959 – 9608[4]
- 1989 – 14 340[5]
- 2001 – 13 452
- 2013 – 11 410[6]
- 2018 – 10 486[7]